# Internationales Ravensbrück-Komitee
Das Internationale Ravensbrück-Komitee (IRK) ist ein Zusammenschluss ehemaliger Häftlinge des KZ Ravensbrück, dem größten Konzentrationslager für Frauen im sogenannten deutschen Altreich zur Zeit des Nationalsozialismus.

## Geschichte und Organisation
Bis 2018 gehören zum IRK Mitglieder aus den Ländern: Belgien, Dänemark, Deutschland, Frankreich, Italien, Niederlanden, Norwegen, Österreich, Polen, Rumänien, Russland, Slowenien, Spanien, Tschechien, Ukraine und Ungarn an. Nicht alle nationalen Gemeinschaften haben zurzeit für verstorbene Vertreter neue Mitglieder delegiert. Andere nationale Gruppen wollen demnächst mitarbeiten u. a. aus dem Vereinigten Königreich.
Das IRK hat ein gewähltes Präsidium und ist als Verein in Paris registriert. Nach Jahren bi- und multilateraler Zusammenarbeit wurde dieses im April 1965 in Ost-Berlin (DDR) gegründet. Elf Länder waren Gründungsmitglieder.
Die erste Präsidentin im Amt war von 1965 bis 1979 die Französin Renée Mirande-Laval, die zuvor bereits koordinierende Vorbereitungsarbeiten, insbesondere zur Entstehung des ersten Museums in Ravensbrück als internationale Aktivität geleitet hatte. In der Zeit von 1979 bis zu ihrem Tod 1998 wirkte Rose Guerin als  Präsidentin des IRK. Von  1999 bis 2015 war Annette Chalut in das Amt gewählt. Von 2015 bis Juni 2018 war die Slowakin Eva Bäckerová Präsidentin. Seit Juni 2018 ist die erste Vertreterin der Generation der Angehörigen – die Italienerin Ambra Laurenzi zur Präsidentin gewählt.
Vizepräsidentin ist gegenwärtig die Polin Hanna Nowakowska,  Als Generalsekretärin wurde 2019 Jeanine Bochat und stellvertretend die Tschechin Šárka Kadlecová gewählt. Schatzmeisterin ist die Französin Marie-France Cabeza-Marnet und stellvertretend Françoise Marchelidon.

## Gegenwart und Ziele
Seit einigen Jahren sind im IRK nur noch wenige Überlebende des KZ vertreten, insbesondere ehemalige Kinderhäftlinge. Frauen der zweiten Generation, der Generation der Nachgeborenen, deren Angehörige im Frauenkonzentrationslager inhaftiert waren oder solche, die auf andere Weise eng mit den Frauen von Ravensbrück verbunden sind, haben  im IRK die aktuellen Aufgaben übernommen. Wo keine Landesverbände existieren, haben einzelne Vertreter eines Landes Erinnerungsarbeit übernommen.
Die Landesverbände sind selbständig. Die Mitgliedschaft in den Landesverbänden richtet sich nach den jeweiligen nationalen Statuten. Für die Mitgliedschaft in den Landesverbänden und dem IRK sind weltanschauliche, religiöse und andere Einstellungen und Handlungen, sowie die Herkunft unerheblich, soweit sie mit den nachgenannten, im Statut formulierten Ziele, übereinstimmen. Diese sind:
- die historischen Spuren und das Andenken an das ehemalige KZ Ravensbrück und dessen Außenkommandos zu sichern,
- die Erinnerungen an die dort inhaftierten und verstorbenen Gefangenen zu bewahren,
- über die Verteidigung moralischer und materieller Rechte der Überlebenden und der Familien der Toten zu wachen, die kameradschaftlichen Beziehungen zwischen ihnen zu fördern,
- die nachfolgenden Generationen zu informieren und zu Erhaltung des Friedens beizutragen.

Das Internationale Ravensbrück-Komitee führt jährlich Tagungen in unterschiedlichen Ländern Europas durch, in denen  heute  ehemalige Häftlinge von Ravensbrück und deren Angehörige leben und in denen das Andenken an die Deportation und die Opfer des NS-Regimes gepflegt werden.
Das Internationale Ravensbrück-Komitee gehört zu den Unterzeichnern des Vermächtnisses der Internationalen Lagergemeinschaften der Konzentrationslager, das dem Präsidenten des Bundestages der Bundesrepublik Deutschland, Norbert Lammert, im Januar 2009 übergeben wurde.